# Cymatala pallora
Cymatala pallora är en insektsart som beskrevs av C.-k. Yang 1986. Cymatala pallora ingår i släktet Cymatala och familjen myrlejonsländor. Inga underarter finns listade i Catalogue of Life.